# Consolation-Maisonnettes
Consolation-Maisonnettes – miejscowość i gmina we Francji, w regionie Burgundia-Franche-Comté, w departamencie Doubs.
Według danych na rok 1990 gminę zamieszkiwało 29 osób, a gęstość zaludnienia wynosiła 7 osób/km² (wśród 1786 gmin Franche-Comté Consolation-Maisonnettes plasuje się na 713. miejscu pod względem liczby ludności, natomiast pod względem powierzchni na miejscu 873.).